# Marmosops invictus
Marmosops invictus é uma espécie de marsupial da família Didelphidae. Endêmica do Panamá, onde pode ser encontrada na região oeste, em Darién e na área do Canal.